# アクセス・ナウ

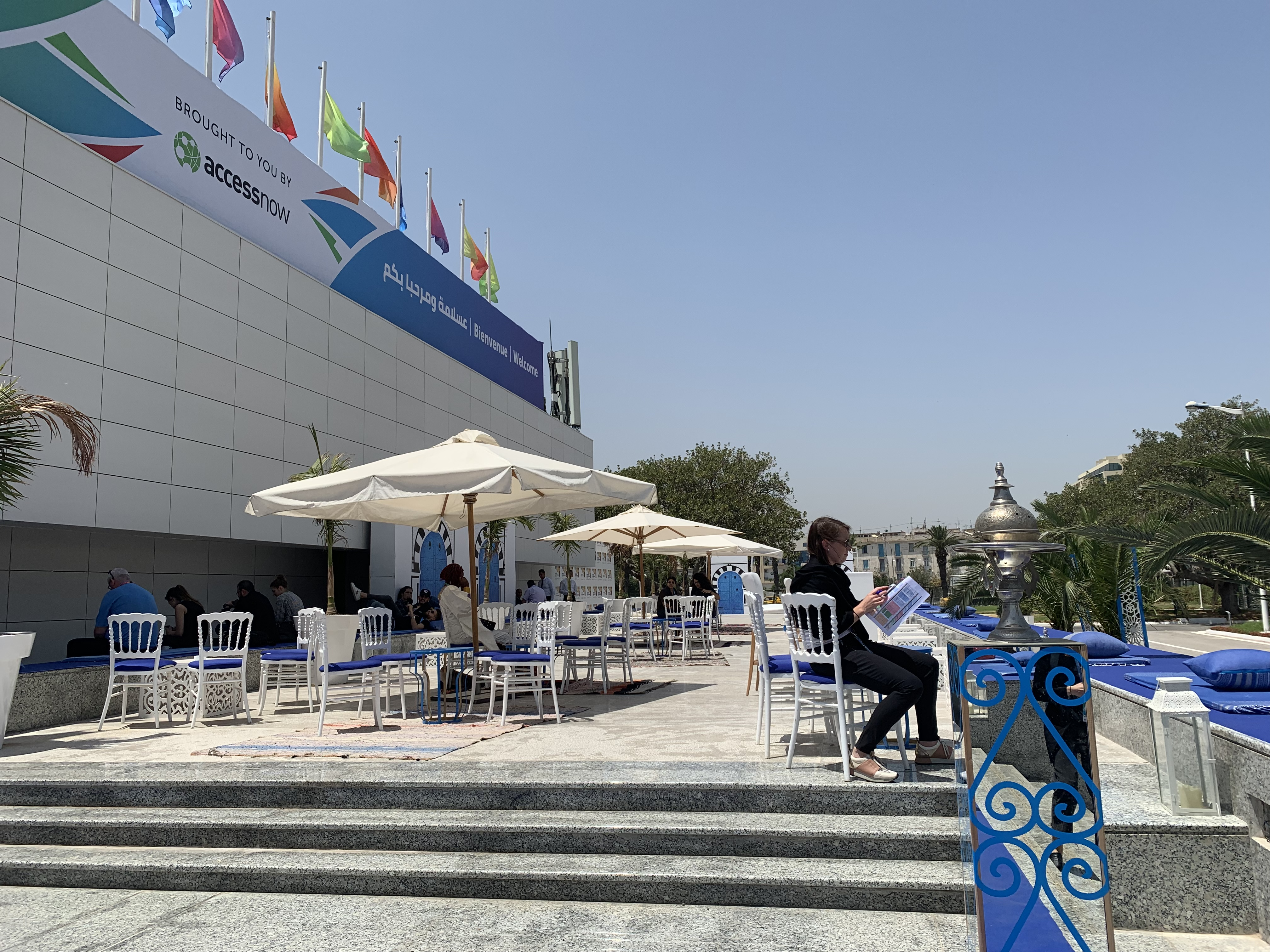
チュニスで行われた2019年度のライツコン

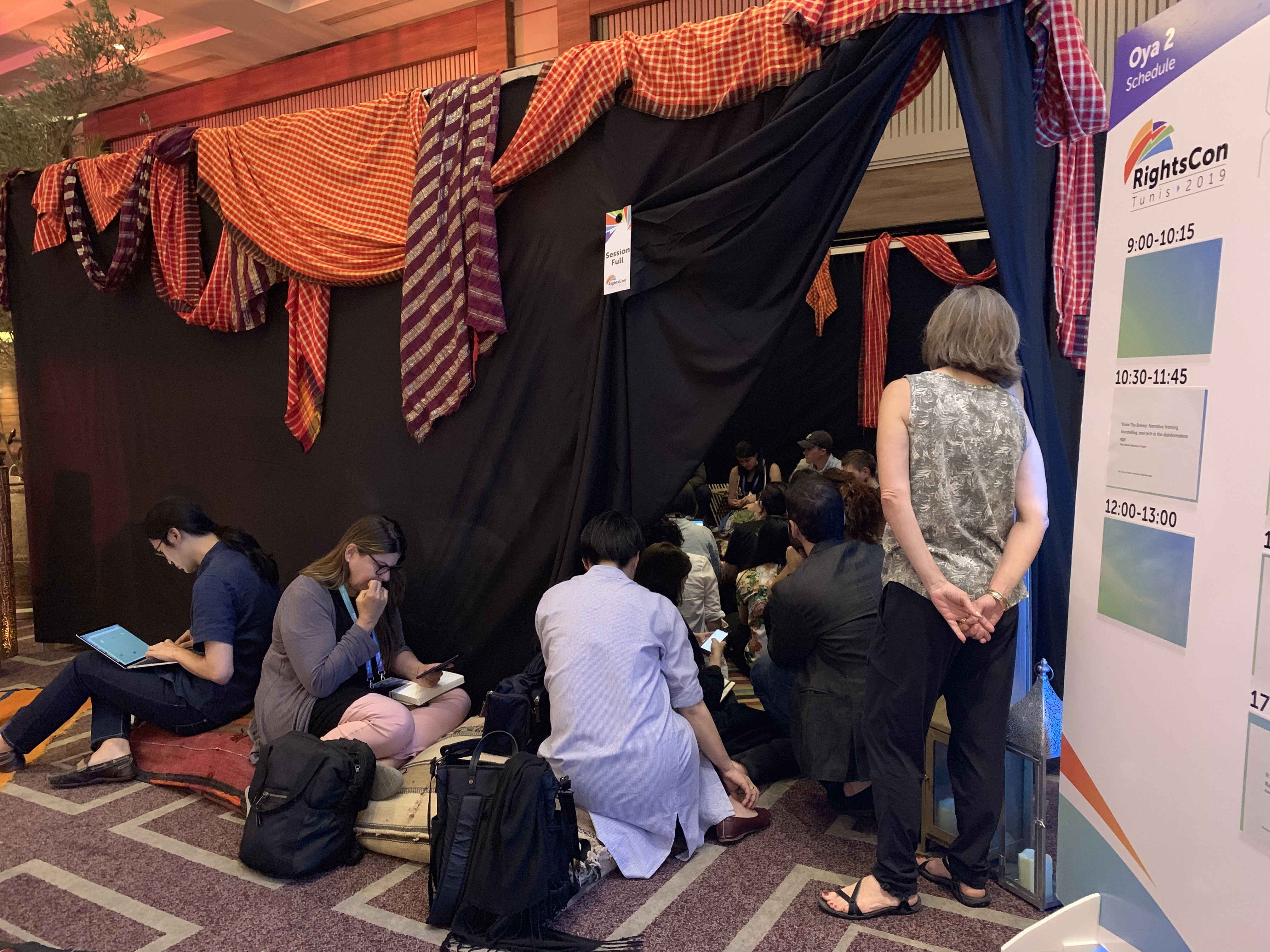
2019年にアクセス・ナウ主催のライツコンが開催された部屋

アクセス・ナウ（Access Now）は、アメリカ合衆国ニューヨーク市ブルックリン区に本部を置く非営利団体。2009年7月にカリフォルニアで設立され、デジタル市民権に焦点をあてている。この団体は、世界におけるインターネット検閲に関する報告書を作成し、人権に関する会議「ライツコン」（RightsCon）を毎年主催している。501(c)(3)に登録されている非営利団体である。本部は2022年にニューヨークに移転された。

## 歴史
アクセス・ナウは、2009年イラン大統領選挙後に、ブレット・ソロモン、キャメラン・アシュラフ、シナ・ラバニ、キム・ファムによって設立された。この選挙後の抗議活動の間、アクセス・ナウはイランで撮影された映像を拡散させた。アクセス・ナウは、ネット遮断、ネット検閲、国際貿易協定、政府による監視に反対する運動を展開してきた。また、暗号化の活用を支持してきた。